# Иван Владимир
Иван Владимир, или Йован Владимир (серб. Јован Владимир / Jovan Vladimir; ок. 990—22 мая 1016, Преспа) — сербский правитель государства Дукля в период затянувшейся войны между Византией и Первым Болгарским царством, после смерти причисленный к лику святых. Первый черногорский святой.

## Биография
Сын дуклянского князя Петра Хвалимировича (правил в 990-1000 годах), внук Хвалимира II Тугимировича.
Иван Владимир старался спасти государство Дукля от завоевания болгарским царём Самуилом через союз с Византией. Однако в 997 году Самуил захватил государство. Иван Владимир был пленён. Согласно летописям XII века, дочь Самуила, Феодора (Теодора) Косара, полюбила пленника, умоляя сделать её супругой Ивана Владимира. После заключения брака Ивану Владимиру были отданы земли Дукля вместе с городом Дуррес и он правил ими как вассал Болгарии. Владимир правил справедливо и мирно, стараясь не ввязываться в военные конфликты. В 1016 году племянник и наследник Самуила Иван Владислав казнил Ивана Владимира перед церковью в Преспе.

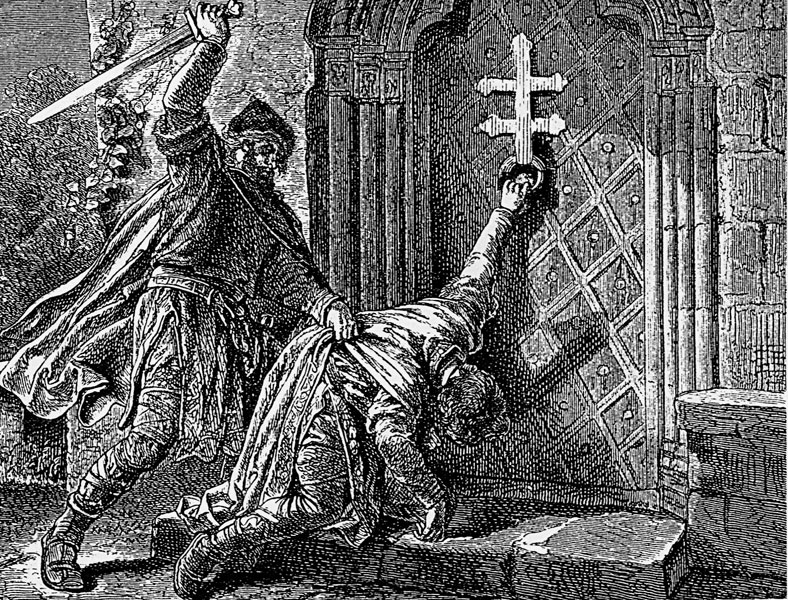
Казнь Ивана Владимира

По преданию, святой поднял свою отрубленную главу с земли, сел на коня и отправился в церковь. Прибыв туда, он спустился с коня, сказал: «В руце Твои, Господи, предаю дух мой» — и испустил дух, обретя немеркнущий мученический венец. Это произошло 22 мая 1016 года. Мученик был похоронен в этой церкви, а его могила, над которой часто появлялся небесный свет, стала местом исцелений молящихся.
Иван Владимир был похоронен в Преспе и вскоре канонизирован церковью как святой мученик. Иван Владимир стал первым сербским святым, день его памяти отмечается 22 мая по старому стилю и 4 июня по григорианскому календарю. Спустя два или три года он был перезахоронен в Дукле, в 1215—1381 годах останки находились в Дурресе, после — в церкви святого Ивана Владимира рядом с городом Эльбасан. С 1995 года останки находятся в православном соборе Тираны.

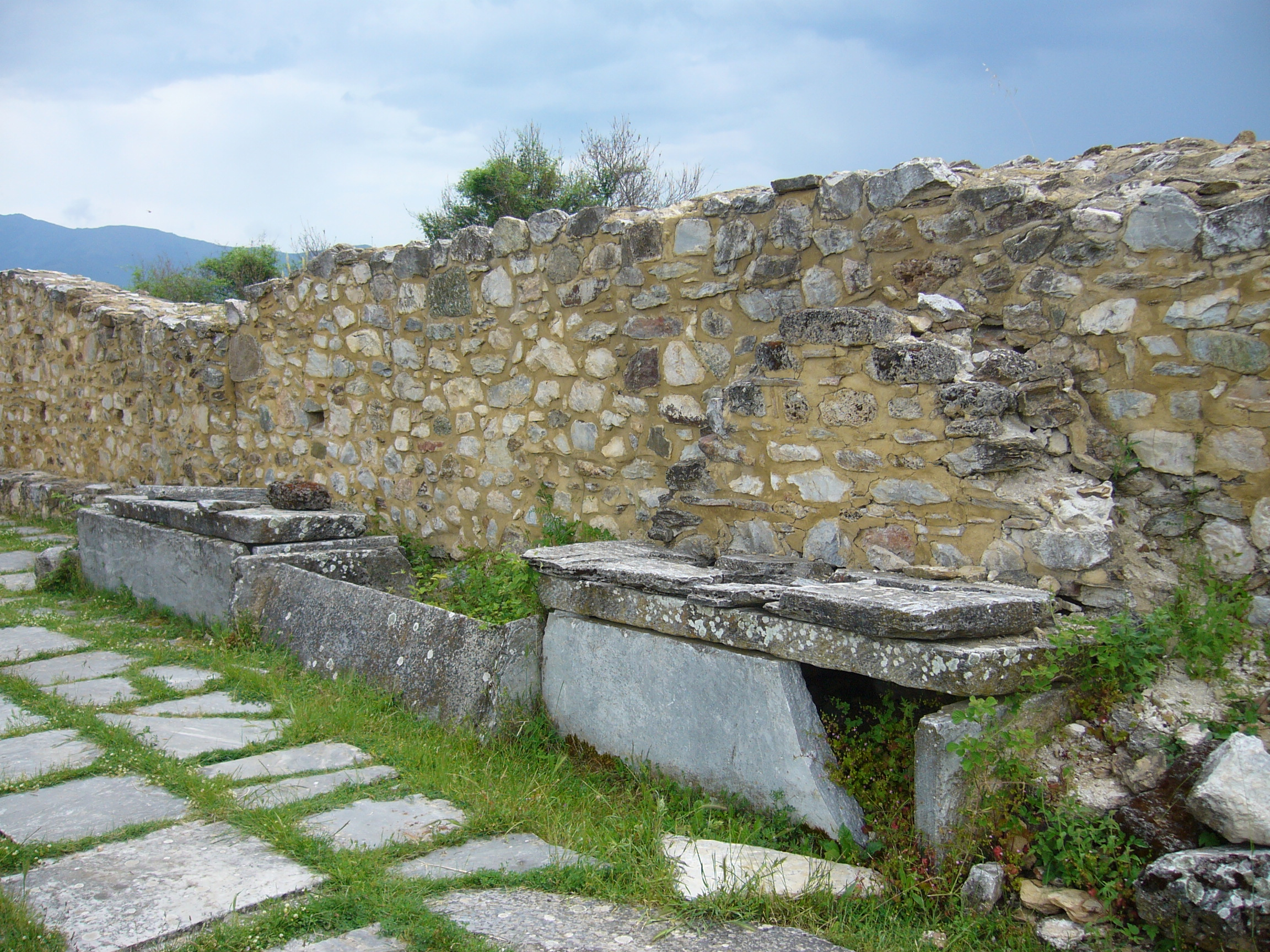
Три саркофага в базилике Свети Ахил, принадлежавшие, как предполагается, Самуилу, Гавриилу Радомиру и Ивану Владимиру

Мощи святого являются местом паломничества верующих, особенно в день его памяти, когда их временно возвращают в монастырь около Эльбасана. Крест, который Иван Владимир держал во время своей казни, выставляется на обозрение верующим на горе Румия, город Бар раз в году. Святой Иван Владимир также почитается небесным покровителем города.